# Gebhard Zürcher

Gebhard Zürcher, 24. Landammann von Appenzell Ausserrhoden (1747)

Gebhard Zürcher (* 2. Februar 1701 in Teufen; † 19. April 1781 in Teufen; heimatberechtigt in Teufen) war ein Schweizer Gemeindehauptmann, Landvogt und langjähriges Mitglied des Kleinen Rats sowie Landammann und Tagsatzungsgesandter aus dem Kanton Appenzell Ausserrhoden.

## Leben
Gebhard Zürcher war ein Sohn von Bernhard Zürcher, Zimmermann, und Regula Grubenmann. Im Jahr 1723 heiratete er Maria Grubenmann, Tochter des Baumeisters Jakob Grubenmann. Seine zweite Frau Barbara Schiess, Tochter von Johannes Schiess und Witwe des Ratsherrn Johannes Hugener, heiratete er 1770.
Zürcher war Bauer, Wirt und Zimmermann. Als Vertreter der Harten, der Partei der Textilhandelsfamilie Wetter von Herisau im Appenzeller Landhandel gegen die Linden, die Partei der Textilhandelsfamilie Zellweger von Trogen, wurde er 1733 zum Gemeindehauptmann von Teufen und zum Landesbauherrn gewählt. Danach war er von 1735 bis 1740 Landesfähnrich, von 1740 bis 1744 Landeshauptmann und von 1744 bis 1746 Landvogt im Rheintal. Das Amt des Landammanns hatte er von 1747 bis 1781 inne. Ab 1747 bis 1775 war er Tagsatzungsgesandter.